# Diestota carinata
Diestota carinata är en skalbaggsart som beskrevs av Sharp 1880. Diestota carinata ingår i släktet Diestota och familjen kortvingar. Inga underarter finns listade i Catalogue of Life.